# Aragallus songaricus
Aragallus songaricus là một loài thực vật có hoa trong họ Đậu. Loài này được (Pall.) Greene mô tả khoa học đầu tiên năm 1897.